# La Très Très Grande Classe
Pour plus de détails, voir Fiche technique et Distribution.
La Très Très Grande Classe est une comédie française réalisée par Frédéric Quiring et sortie en 2022.

## Synopsis
Sofia est une professeure de Français dans un établissement en difficulté. Malmenée par ses élèves, c'est dans une explosion de joie qu'elle annonce à sa classe sa prochaine mutation en sortant à ses élèves leurs quatre vérités. Mais patatras, sa mutation est gelée par son établissement à cause d'une autre enseignante avec qui elle se retrouve en concurrence. Problème, cette dernière est une professeure parfaite, avec une classe parfaite, un CV parfait. Avec une telle concurrente et des élèves remontés à bloc, Sofia est contrainte à tous les subterfuges, y compris les coups bas pour obtenir la mutation de ses rêves.

## Fiche technique
- Titre original : La Très Très Grande Classe
- Réalisation : Frédéric Quiring
- Scénario : Frédéric Quiring
- Musique : Matthieu Gonet
- Décors : Alain-Pascal Housiaux
- Costumes : Frédérique Leroy
- Photographie : Frédéric Noirhomme
- Montage : Olivier Michaut-Alchourroun
- Production : Mikaël Abécassis
- Sociétés de production : Les Films du 24, UMedia et Groupe TF1
- Société de distribution : UGC Distribution
- Pays de production :  France  Belgique
- Langues originales : français
- Format : couleur — 2,35:1
- Genre : comédie
- Durée : 100 minutes
- Dates de sortie :
  - France : 10 août 2022[1]

## Distribution
Sauf indication contraire, les informations mentionnées dans cette section peuvent être confirmées par la base de données cinématographiques Allociné,  présente dans la section « Liens externes ».
- Melha Bedia : Sofia
- Audrey Fleurot : Madame Delahaye
- François Berléand : Monsieur Picard
- Vincent Lecuyer : le directeur de l'école
- Arié Elmaleh : Benoît Hunault
- Nissim Renard : Sam
- Nathalie Besançon : Mlle Lannoy
- Elie Semoun : Raf
- Vinciane Millereau : l'examinatrice
- Tiguidanke Diallo : Elykia
- Matteo Salamone : Enguerrand[1]

## Accueil

### Critique
Le site Allociné donne une moyenne de 1,5⁄5, après avoir recensé six titres de presse.
La presse n'est pas très emballée par cette nouvelle comédie de l'été. D'ailleurs, peu de titres lui consacrent une critique. Pour La Voix du Nord, la comédie est « trop paresseuse ». Pour le JDD, « Melha Bedia confirme son talent comique dans cette fable sociale qui, en osant des envolées (trop) cartoonesques, veut rappeler la mission de l’école. On est moins convaincu par les gesticulations d’Audrey Fleurot, aussi agaçante qu’abracadabrante dans le rôle d’un horrible clone de Cruella ».
Pour Télérama, la prestation de Melha Bedia est « juste », mais cela ne suffit pas à compenser une « caricature généralisée, [des] blagues rances et [des] bons sentiments à la pelle, un film qui donne plutôt envie de sécher les cours. ». Le Parisien résume sa pensée en quelques mots : « une comédie aussi improbable que pénible. ».

### Box-office
Pour son premier jour d'exploitation en France, la comédie vend 36 440 entrées (dont 10 269 en avant-première), pour 477 copies. Le film est devancé au classement des nouveautés par One Piece Film: Red (267 631) et suivi par Nope (36 205).
Après une semaine d'exploitation, la comédie réunit 168 103 spectateurs et spectatrices pour se placer 8e du box-office de la semaine, derrière Top Gun: Maverick (180 658) et devant Ducobu Président ! (97 550). Pour sa seconde semaine d'exploitation, la comédie finit dernière du box-office avec 123 282 entrées supplémentaires, derrière Thor: Love and Thunder (136 930).
| Pays ou région | Box-office      | Date d'arrêt du box-office | Nombre de semaines |
| -------------- | --------------- | -------------------------- | ------------------ |
| France         | 386 973 entrées | 4 octobre 2022             | 8                  |
| Total mondial  | 2 375 270 $     | -                          | -                  |